# بروك إن دير مار
بروك ان دير مور هي مدينة في ولاية شتايمرك النمساوية.تقع عند التقاء نهري مور ومورز. تتميز المدينة بموقعها عند تقاطع الطرق الرئيسية وقربها من مركز صناعة الصلب في ليوبن، بما في ذلك مصانع المنتجات الورقية. هي مدينة نشطة صناعيا. بروك هو تقاطع للسكك الحديدية يقع في منطقة الخط الرئيسي بين جراتس وفيينا.

## التاريخ
تأسست في عام 1263 على يد الملك أوتوكار الثاني بريميسل.كانت مدينة بروك آن دير مور مركزًا تجاريًا مهمًا في العصور الوسطى متخصصًا في تشكيل الحديد.مسقط رأس دوق النمسا إرنست الأول، المعروف باسم إل هييرو.

## أماكن ذات أهمية
- كنيسة على الطراز القوطي تعود للقرن الخامس عشر.

- كما يوجد منزل كورنميسر الشهير، وهو مبنى على الطراز الفينيسي، بناه بانكراز كورنميسر في نفس القرن.

- أطلال قلعة لاندسكرون القديمة التي احترقت في حريق عام 1792.

## الأشخاص المعنيين
- كان ماثيوس ستروبل مستكشفًا ومبشرًا مسيحيًا كاثوليكيًا في القرن الثامن عشر.

## الروابط الخارجية
- Wikimedia Commons alberga una categoría multimedia sobre Bruck an der Mur.
- Página web oficial